# AWC
AWC（All Wheel Control オールホイールコントロール）とは、1990年代より三菱自動車工業が掲げた自動車開発思想で、四輪駆動に付加価値を加え、車体を積極的にコントロールしようとする理念であったが、2001年以降は、個別の車輪の制動・駆動両面それぞれを電子制御によりトータルにコントロールし、より安定した走りを目指す機構とした三菱独自の用語。

## 概要
電子的に制御されるACD（アクティブセンターディファレンシャル）による駆動配分を軸に、ASCやトラクションコントロールとの連携を、統合制御システムで連携を図っている。しかし、ここでいうコントロールとは、操縦者の意図に沿って動かせるという意味ではなく、電子的に規定された範囲で適切な駆動配分を行うという意味であり、運転者が積極的にコントロールできるものではない。どのような状況でも破綻しないという意味でもない。特に、駆動と制動とエンジンコントロールをトータルでコントロールするものであるがゆえに、運転者の意図しない車体挙動を示すこともあり、その特性の理解に留意が必要である。
ただ、三菱で伝統的なセンターディファレンシャルから電子制御された流体継ぎ手を用いての駆動配分であることから、ディファレンシャルなしで駆動が伝わりにくいシステムとは明らかに操縦感の違いがあり、路面状態の悪い状況での走破性に優れる傾向はある。
三菱自動車は1990年代より四輪駆動車により走行安全性と付加価値を与えるため、四輪の制御を様々に開発、付加してきた。その開発の方向性を、オールホイールコントロールと定め、ギャランなどではLSD、4WS、AYCなどを採用したり、パジェロでもビスカスカップリング、ABS、トラクションコントロール、ハイブリッドデフなどを4WD車両に付加し、より安定した車両特性を持つように付加価値を高めてきた。また、制動では、従来の1チャンネル機械式ABSでも四輪独立電子制御が一般的になり、乗用車でASCを採用する車種も一般的になってきた。
2001年以降、ランサーエボリューションにて開発・搭載されたACDにスーパーAYCで後デファレンシャルの電子制御を加えた上、それまで独立して制御してきた駆動・制動を相互に関連性をもたせたシステムをS-AWCとした。その上で、デファレンシャルの電子制御を持たずにACDを採用する車種のトータルでの制御システム名称をAWCとした。

## 採用車種
- アウトランダー/アウトランダーPHEV
- デリカD:5
- ギャランフォルティス (ラリーアートグレード)
- ランサーエボリューション